# Acolasis saxosa
Coenipeta saxosa là một loài bướm đêm trong họ Erebidae.